# Corrado Ricci
Corrado Ricci (Ravenna, 18 aprile 1858 – Roma, 5 giugno 1934) è stato un archeologo e storico dell'arte italiano.
Fu nominato senatore del Regno d'Italia nella XXVI legislatura.

## Biografia
Figlio d'arte, il padre Luigi Ricci (1823-1896) fu uno scenografo e fotografo di successo, seguì gli studi liceali classici parallelamente a quelli artistici presso l'Accademia di belle arti di Ravenna. Nell'ambito delle esposizioni annuali scolastiche vinse un primo premio in paesaggio e un secondo premio in ornato.

Dopo il diploma, si iscrisse alla facoltà di legge dell'Università di Bologna.
Di nuovo intraprese due studi paralleli: affiancò il percorso degli studi giuridici a quello degli studi letterari ed artistici. Divenne allievo di Giosuè Carducci, che considerò sempre come suo maestro, insieme con il padre.
Laureatosi in legge nel 1882, Ricci decise di abbandonare la "carriera" poetica, che era stata la sua prima aspirazione, per dedicarsi in maniera continuativa allo studio della storia e dell'archeologia, che peraltro aveva già affrontato in giovanissima età. La prima prova di tali interessi fu, tra le altre, Ravenna e i suoi dintorni, opera storico-artistica redatta nel 1877. Fatta pervenire al professor Carducci, che l'accolse favorevolmente, l'anno seguente andò in stampa.
Ricci resse dal 1894 al 1898 la direzione della Galleria Estense di Modena; inoltre, a partire dal 1895, fu direttore dei Musei, delle Gallerie e degli Scavi a Modena e nel 1897, dopo essere stato incaricato alla direzione del Museo Nazionale di Ravenna, assunse anche la sovrintendenza speciale per i monumenti di Ravenna.Sotto la sua direzione furono effettuati: i restauri della Basilica di San Vitale (1898-1906, poi continuati dai suoi successori), del mausoleo di Galla Placidia (1898-1901), del cosiddetto palazzo di Teoderico (1898-1905) e della Basilica di Sant'Apollinare in Classe (1899-1906).
Tra il 1893 e il 1894 Ricci era stato direttore della Galleria nazionale di Parma, istituzione in cui mise a punto un vero e proprio modello di riordino museografico che comprendeva la ricerca, lo studio ed il riordino inventariale ed espositivo dei beni culturali ai fini del restauro.
Applicò questo modello con successo a Milano, presso la Pinacoteca di Brera - di cui fu direttore dal 1898 al 1903 - e presso l'Accademia Carrara di Bergamo, oltre che a Firenze - dove dal 1903 al 1906 fu direttore dei musei e della Galleria Nazionale - e a Roma. Sempre nel 1903 fu incaricato dell’organizzazione della mostra d'arte antica di Siena, inaugurata il 17 aprile 1904. Fece eseguire, inoltre, lavori di studio e di ampliamento del Museo del Bargello di Firenze, nonché delle quadrerie di San Gimignano e di Volterra. 

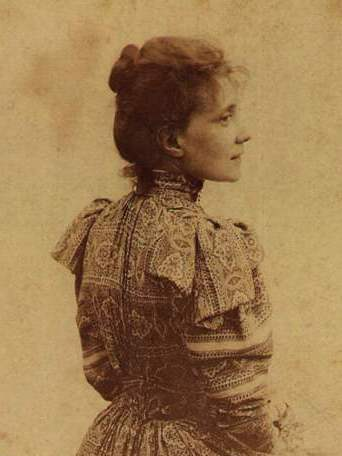
Elisa Guastalla

Nel 1906 fu nominato direttore generale nel Ministero della pubblica istruzione; Ricci conservò questa carica per i successivi sette governi, fino al 1919. Il 14 luglio 1910 rassegnò le dimissioni in seguito alle accuse ricevute, in merito ad un eccessivo dispendio di fondi, da parte di una commissione d’inchiesta. Luigi Luzzatti, allora Presidente del Consiglio, lo pregò di desistere dal suo intento, spinto dalle proteste dell’opinione pubblica, e Ricci ritirò quindi le sue dimissioni.
Nel 1909 fu approvata dal Parlamento una legge da lui fortemente voluta, la n. 364, con la quale si diede il definitivo assetto istituzionale alle Antichità e Belle Arti, disciplinando per la prima volta tutta la materia del patrimonio artistico, archeologico e storico d'Italia. Tra il 1906 ed il 1919 svolse l'incarico di Direttore generale delle antichità e belle arti e durante gli anni della Grande Guerra si occupò della protezione/salvaguardia del patrimonio artistico e culturale italiano (Eleonora Maria Stella, Carteggio di Guerra, 2021).
Nel 1920 fu incaricato di pronunciare l’orazione commemorativa su Raffaello Sanzio nel quattrocentesimo della morte, svoltasi al Collegio romano.
Nel suo ruolo presso il Ministero della pubblica istruzione promosse alcune rilevanti iniziative, tra cui l’istituzione un fondo apposito per le Belle Arti e un nuovo Catalogo generale dei beni, oltre alla creazione di un Bollettino d'arte mensile. Nel 1910 fu il fautore della creazione dell'Istituto nazionale di archeologia e storia dell'arte di Roma, diventandone presidente nel 1919. Nel 1920 divenne consigliere del Comune di Roma e nello stesso anno fu nominato assessore per le Antichità, Belle Arti e Giardini.

Nel 1923 fu nominato senatore del Regno.

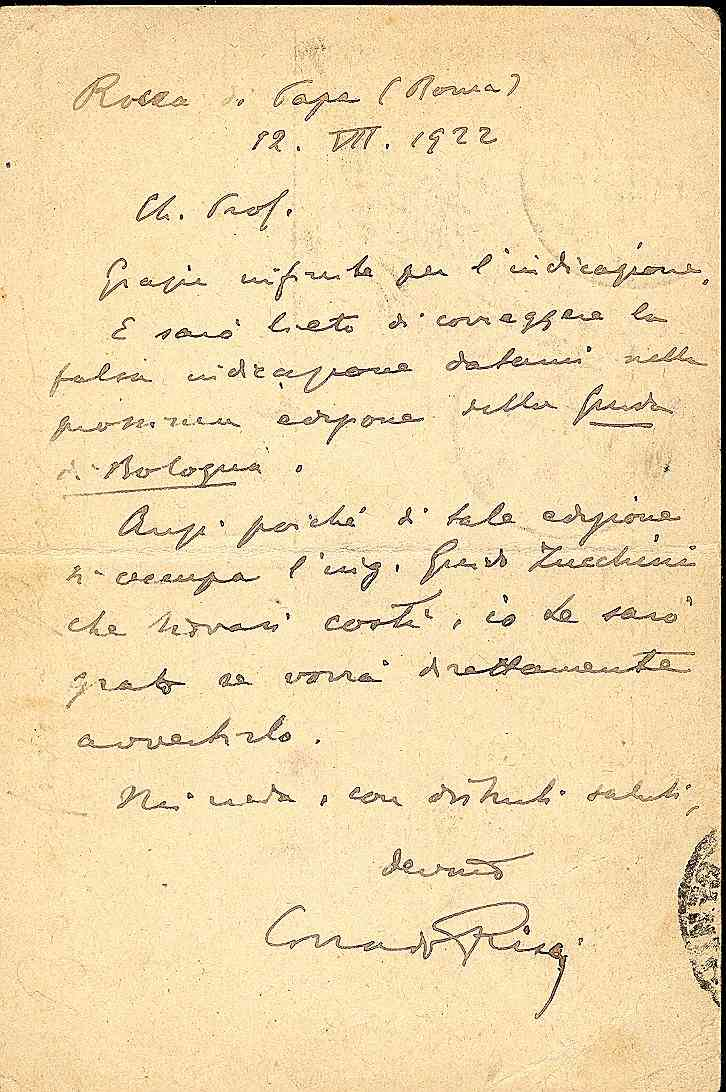
Cartolina postale di Corrado Ricci indirizzata al pittore Antonio Mosca (1921)

Nel 1925 fu tra i firmatari del Manifesto degli intellettuali fascisti. Diresse dal 1898 la collana Italia Artistica dell'Istituto Italiano d'Arti Grafiche di Bergamo, collana a cui collaborarono autori prestigiosi, come il forlivese Antonio Beltramelli.
Oltre ai prevalenti scritti di storia dell'arte, si occupò, anche, di studi danteschi. 

### La riscoperta dei Fori imperiali
Negli anni Trenta venne ripresa l'idea, già perseguita in epoca napoleonica, di riportare alla luce ciò che restava dei fori imperiali, che giacevano ancora sotto ai palazzi del quartiere Alessandrino di Roma; in ciò si riprendeva un progetto preesistente, ideato da Corrado Ricci nel 1911,. Fu per questo che negli anni Trenta, lo scavo e la sistemazione del Foro di Cesare, del Foro di Augusto, del Foro della Pace, del Foro di Nerva e del Foro di Traiano furono affidati a Corrado Ricci.

## Vita privata
Nel 1900 aveva sposato Elisa Guastalla (1858-1945), mantovana, già vedova di Alberto Errera, patriota ed economista. Esperta di merletti e ricami, su cui scrisse in molte riviste, era ebrea e durante la guerra, per sfuggire alla deportazione, fu costretta a fingersi malata di mente e a ricoverarsi in clinica.

## Biblioteca e archivio personale
La sua biblioteca, le sue carte e il suo ricco archivio fotografico furono donate da Ricci stesso alla Biblioteca Classense di Ravenna dove sono tuttora conservate.

## Intitolazioni
Nel 1939 la città di Roma gli intitolò il largo alla confluenza di via Cavour con l'attuale via dei Fori Imperiali, con vista su tutto il nucleo archeologico appena riportato alla luce.

## Opere
- Ravenna e i suoi dintorni, David, Ravenna 1878 (versione digitalizzata).
- Cronache e documenti: per la storia ravennate del sec. XVI, Romagnoli, Bologna 1882.
- Guida di Bologna (con C. Albicini), Zanichelli, Bologna 1884.
- Gli spagnuoli e i veneziani in Romagna: 1527-1529, Romagnoli Dall'Acqua, Bologna 1886.
- L'arte dei bambini, Zanichelli, Bologna 1887.
- I teatri di Bologna nei secoli XVII e XVIII, Monti, Bologna 1888.
- Il sepolcro e le ossa di Dante, Monti, Bologna 1889.
- Burney, Casanova e Farinelli in Bologna (con disegni di A. Sezanne), Ricordi, Milano 1890.
- L'ultimo rifugio di Dante Alighieri: con illustrazioni e documenti, Hoepli, Milano 1891.
- Guida di Ravenna, Zanichelli, Bologna 1904.
- Cento vedute di Firenze antica, Firenze, Fratelli Alinari Editori, 1906.
- A.H. Springer, A. Michaelis, Manuale di storia dell'arte. I. Arte antica (a cura di C. Ricci), Istituto Italiano d'Arti Grafiche, Bergamo 1904.
- Ravenna, Istituto Italiano d'Arti Grafiche, Bergamo 1906.
- A.H. Springer, J. Neuwirth, Manuale di storia dell'arte. II. Arte del Medio Evo (a cura di C. Ricci), Istituto Italiano d'Arti Grafiche, Bergamo 1906.
- A.H. Springer, A. Philippi, Manuale di storia dell'arte. III. Il Rinascimento in Italia (a cura di C. Ricci), Istituto Italiano d'Arti Grafiche, Bergamo 1909.
- L'arte nell'Italia settentrionale, Istituto Italiano d'Arti Grafiche, Bergamo 1910.
- A.H. Springer, F. Becker, Manuale di storia dell'arte. IV. Il Rinascimento nell'Europa settentrionale e l'arte dei secoli XVII e XVIII (a cura di C. Ricci), Istituto Italiano d'Arti Grafiche, Bergamo 1910.
- Santi ed artisti, Nicola Zanichelli, Bologna 1910.
- Il sepolcro di Galla Placidia in Ravenna. I. Le arche, l'altare e il tesoro (PDF), in Bollettino d'Arte del Ministero della Pubblica Istruzione, vol. 7, n. 11, Roma, novembre 1913,  pp. 389-418. URL consultato l'8 luglio 2016 (archiviato dall'url originale il 7 marzo 2022).
- Il sepolcro di Galla Placidia in Ravenna. II. La Reggia. Le salme (PDF), in Bollettino d'Arte del Ministero della Pubblica Istruzione, vol. 7, n. 12, Roma, dicembre 1913,  pp. 429-444. URL consultato l'8 luglio 2016 (archiviato dall'url originale il 23 settembre 2015).
- Arrigo Boito, Treves, Milano 1919.
- Beatrice Cenci, Treves, Milano 1923.
- Il Tempio Malatestiano, Bestetti & Tumminelli, Milano-Roma 1924?
- Ricordi bolognesi, Zanichelli, Bologna 1924.
- A.H. Springer, M. Osborn, Manuale di storia dell'arte. V. L'arte nel XIX secolo (a cura di C. Ricci, con A. Calza), Istituto Italiano d'Arti Grafiche, Bergamo 1924.
- Volterra, Istituto Italiano d'Arti Grafiche, Bergamo 1926.
- Il Mercato di Traiano, Governatorato di Roma, Roma 1929.
- Via dell'Impero (con A,M. Colini e V. Mariani), La libreria dello Stato, Roma 1933.
- Per San Vitale, Istituto poligrafico dello Stato-Libreria, Roma 1935.
- A.H. Springer, C. Glaser, Manuale di storia dell'arte. VI. L'arte extra-europea: l'arte asiatico-orientale, l'arte indiana, l'arte islamica, l'arte africana, l'arte indiana d'America, l'arte malesio-pacifica (a cura di C. Ricci, S. Muratori, A. Ballini), Istituto Italiano d'Arti Grafiche, Bergamo 1937.
- Farinelli: quattro storie di castrati e primedonne fra Sei e Settecento, Akademos & LIM, Lucca 1995 ISBN 88-7096-115-X.
- Carteggio Benedetto Croce - Corrado Ricci, a cura di Clotilde Bertoni, Bologna, Il Mulino, 2009, pp. CXCVIII-528.